# Avicenna

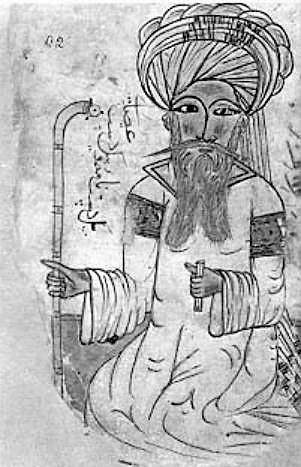
Avicenna

Abū ‘Alī al-Husayn ibn ‘Abd Allāh ibn Sīnā al-Balkhī (persană ابوعلى سينا/پورسينا Abu Ali Sina sau numele arab: أبو علي الحسين بن عبد الله بن سينا; deseori numit Ibn Sina sau latinizat Avicenna) (n. 980, d. 1037) a fost filosof, scriitor, medic și cercetător al naturii șiit de origine tadjic . A fost interesat de mai multe domenii, printre care astronomia, alchimia, chimia și psihologia. S-a născut la 7 august 980, la Afshéna, lîngă Buhara în Persia (acum în Uzbekistan) și a murit la Hamadan, în Iran, în august 1037.
Era denumit de arabi, „al treilea Aristotel”.
Din cele 450 de lucrări despre care se crede că a scris, în jur de 240 au supraviețuit, inclusiv 150 despre filosofie și 40 despre medicină. A dezvoltat în mod creator unele dintre elementele înaintate ale gîndirii aristotelice. El afirmă că lumea există dintotdeauna, ca și Dumnezeu, din care ar proveni nu ca o creație, cum susțineau teologii ci ca o emanație. A afirmat existența unei legături indisolubile între materie și mișcare și a unei legități naturale universale.
Cele mai faimoase lucrări ale sale sunt Cartea vindecării, o enciclopedie filosofică și științifică și Canonul Medicinii, o enciclopedie medicală care a devenit un text medical standard în multe universități medievale și a rămas în utilizați până în 1650.
Avicenna a avut o contribuție substanțială în domeniul științelor naturii (al mecanicii, mineralogiei, botanicii, zoologiei etc) contribuind la pregătirea științei experimentale moderne. Opera sa medicală a stat timp de cinci secole la baza studiului medicinii, atît în Orient cît și în Occident.
Pe lângă filozofie și medicină, corpusul lui Avicenna include scrieri despre astronomie, alchimie, geografie și geologie, psihologie, teologie islamică, logică, matematică, fizică și opere de poezie 
Lucrările sale au început să fie traduse în latină în prima jumătate a secolului al XII-lea.

## Viața și scrierile lui Avicenna
Avicenna este o corupție latină a patronimului arab Ibn Sīnā (Avicenna), însemnând „Fiul lui Sina”. Cu toate acestea, Avicenna nu era fiul, ci strănepotul unui om pe nume Sina. Numele său formal în arabă era Abū ʿAlī al-Ḥusayn bin ʿAbdullāh ibn al-Ḥasan bin ʿAlī ibn Sīnā al-Balkhi al-Bukhari (Abu Ali al-Husayn ibn Abdullah ibn al-Hasan ibn Ali ibn Sina al-Balkhi al- Bukhari).
Avicenna s-a născut în anul  980 în Afshana, un sat de lângă Bukhara (Uzbekistanul de astăzi), capitala dinastiei persane a Samanizilor. Mama sa, pe nume Sitāra, era din Bukhara. În timp ce, potrivit majorității cărturarilor, cea mai mare parte a membrilor familiei lui Avicenna erau sunniți, tatăl său, Abdullāh, era un cărturar respectat din Balkh (în actualul Afganistan) care e posibil să se fi convertit la islamism sau să rămână sunnit. Când Avicenna avea cinci ani, s-a născut fratele său mai mic, Mahmoud. Avicenna a început mai întâi să învețe Coranul în așa fel încât, la vârsta de zece ani, îl memorase în întregime.
A învățat aritmetica indiană de la un cărturar indian, Mahmoud Massahi, și a început să învețe mai multe de la un erudit rătăcitor care își câștiga existența din vindecarea bolnavilor. De asemenea, el a studiat Fiqh (jurisprudența islamică) sub îndrumarea eruditului sunnit Hanafi Ismail al-Zahid.
În adolescență, el a fost foarte tulburat de Metafizica greacă a lui Aristotel, pe care nu a putut să o înțeleagă până nu a citit comentariul lui Al-Farabi asupra operei.
El și-a îndreptat atenția către medicină la doar 16 ani și nu numai că a învățat teoria medicală, dar a asistat ca voluntar bolnavii, descoperind prin practică noi metode de tratament.  Adolescentul a constatat că „Medicina nu este o știință dură și spinoasă, precum matematica și metafizica, așa că am făcut progrese mari în curând; am devenit un doctor excelent și am început prin a trata pacienții, folosind remedii aprobate”.  Faima medicului tânăr s-a răspândit rapid și a tratat mulți pacienți fără a cere răsplată.
Prima numire a lui Avicenna ca medic a fost în timpul vieții emirului Nuh II, care i-a datorat recuperarea după o boală periculoasă (997). Principala recompensă primită de Avicenna pentru acest serviciu a fost accesul la biblioteca regală a Samanizilor, binecunoscuți patroni ai burselor și cărturarilor. Când biblioteca a fost distrusă de un incendiu nu după mult timp, dușmanii lui Avicenna l-au acuzat că a ars-o, pentru a ascunde pentru totdeauna sursele cunoștințelor sale. Între timp, și-a ajutat tatăl în îndeplinirea sarcinilor sale de serviciu, dar a găsit încă timp pentru a scrie unele dintre primele sale lucrări.
La 22 de ani, Avicenna și-a pierdut tatăl. Dinastia Samanidă a ajuns la sfârșitul ei în decembrie 1004. Avicenna pare să fi refuzat ofertele lui Mahmud din Ghazni și a mers spre vest către Urgench în Turkmenistanul modern, unde vizirul, considerat un prieten al cărturarilor, i-a acordat o bursă lunară. Cu toate acestea, plata era mică, așa că Avicenna a rătăcit din loc în loc prin orașele Nishapur și Merv până la granițele Khorasan, căutând o deschidere față de talentele sale. Qabus, conducătorul generos al Tabaristanului, el însuși poet și cărturar, pe lângă care Avicenna se așteptase să găsească un refugiu, era cam la acea dată (1012) îngrijorat de trupele sale care se revoltaseră. Avicenna a fost în acest moment afectat de o boală severă. În cele din urmă, la Gorgan, lângă Marea Caspică, Avicenna s-a întâlnit cu un prieten, care a cumpărat o locuință lângă propria casă în care Avicenna a ținut prelegeri despre logică și astronomie . Mai multe dintre tratatele sale au fost scrise pentru acest patron, iar începutul canonului său de medicină datează și din șederea sa în Hyrcania.
Avicenna s-a stabilit ulterior la Rey, în vecinătatea Teheranului de astăzi. Se spune că aproximativ treizeci dintre lucrările mai scurte ale lui Avicenna au fost compuse în Rey. Conflictele constante care s-au declanșat la curte, l-au obligat însă pe savant să renunțe la locul respectiv. După o scurtă ședere la Qazvin, a călătorit spre sud până la Hamedan.  Avicena a fost ridicat aici chiar la rangul de vizir. Perioada aceasta, deși plină de evenimente perturbatoare, nu l-au reținut pe Avicenna din studiile și învățătura sa. În fiecare seară, extrase din marile sale opere, Canonul și Sanatio, au fost dictate și explicate elevilor săi. La moartea emirului, Avicenna a încetat să mai fie vizir și s-a ascuns în casa unui farmacist, unde, cu o asiduitate intensă, a continuat compoziția operelor sale. 
Între timp, îi scrisese lui Abu Ya'far, prefectul orașului dinamic Isfahan, oferindu-și serviciile. Noul emir al Hamadanului, aflând despre această corespondență și descoperind unde se ascundea Avicenna, l-a încarcerat într-o cetate. Între timp, războiul a continuat între conducătorii din Isfahan și Hamedan; în 1024, primul a capturat Hamedan și orașele sale, expulzând mercenarii tadjici. După trecerea furtunii, Avicenna s-a întors cu emirul la Hamedan și și-a continuat munca literară. Mai târziu, însă, însoțit de fratele său, un elev preferat și de doi sclavi, Avicenna a scăpat din oraș îmbrăcat în veșmânt de ascet sufit. După o călătorie periculoasă, au ajuns la Isfahan, fiind primiți cu căldură de conducătorul regiunii.
Restul de zece sau doisprezece ani din viața lui Avicenna au fost petrecuți în slujba domnitorului Kakuyid Muhammad ibn Rustam Dushmanziyar (cunoscut și sub numele de Ala al-Dawla), pe care l-a însoțit ca medic și consilier general literar și științific, chiar și în numeroasele sale campanii.
În acești ani a început să studieze probleme literare și filologie, motivat fiind, se spune, de critici asupra stilului său. O colică severă l-a afectat pe Avicenna, și nu după multă vreme boala a revenit. A ajuns cu greu la Hamedan, unde, deși boala câștiga teren, a refuzat să țină regimul impus și s-a resemnat cu soarta sa.
Prietenii lui l-au sfătuit să încetinească și să ia viața moderat. El a refuzat, însă, afirmând că: „Prefer o viață scurtă cu lățime decât una îngustă cu lungime”. Pe patul de moarte l-a apucat remușcarea; și-a dăruit bunurile săracilor, a restabilit câștiguri nedrepte, și-a eliberat sclavii și a citit Coranul la fiecare trei zile până la moartea sa.  A murit în iunie 1037, la 56 de ani, în luna Ramadan, și a fost înmormântat chiar în Hamedan, Iran.
Avicenna a creat un corpus extins de lucrări într-o perioadă cunoscută sub numele de Epoca de Aur Islamică, în care traducerile textelor greco-romane, persane, indiene și bizantine au fost studiate pe larg. Textele greco-romane traduse de școala Kindi au fost comentate, redactate și dezvoltate substanțial de intelectualii islamici, care au creat, de asemenea, și sisteme matematice persane și indiene, astronomie, algebră, trigonometrie și medicină. Dinastia Samanidă din partea de est a Persiei, Provincia Khorasan și Asia Centrală, precum și dinastia Buyid în partea de vest a Persiei și Irak, au oferit o atmosferă propice pentru dezvoltarea științifică și culturală. Sub Samanizi, Bukhara a rivalizat cu Bagdad ca o capitală culturală a lumii islamice. Acolo, studiul Coranului și al Hadith-ului a prosperat. Filosofia, Fiqh și teologie ( kalaam) au fost dezvoltate în continuare, cel mai vizibil de către Avicenna. Al-Razi și Al-Farabi Avicenna a avut acces la marile biblioteci din Balkh, Khwarezm, Gorgan, Rey, Isfahan și Hamadan. Diverse texte (cum ar fi „Ahd cu Bahmanyar”) arată că a dezbătut teme filosofice cu cei mai mari cărturari ai vremii. Aruzi Samarqandi descrie cum, înainte ca Avicenna să părăsească Khwarezm, îi întâlnise pe Al-Biruni (un cunoscut om de știință și astronom), Abu Nasr irakian (un renumit matematician), Abu Sahl Masihi (un filosof respectat) și Abu al-Khayr Khammar (un mare medic).
Destinul îl aruncase pe Avicenna într-una din tumultoasele perioade din istoria Iranului, când noile elemente turcești schimbau dominația iraniană din Asia Centrală, iar dinastiile locale iraniene încercau să obțină o independență politică față de Califatul abbasid de la Bagdad.
Însă puterea de concentrare și înzestrarea intelectuală a lui Avicenna au fost într-atât de puternice încât a fost capabil să își continuie munca de creație, nelăsându-se deloc influențat de turbulențele exterioare.

## Lista lucrărilor
Tratatele lui Avicena au influențat gânditorii musulmani de mai târziu în multe domenii, inclusiv teologie, filologie, matematică, astronomie, fizică și muzică. Lucrările sale au numărat aproape 450 de volume pe o gamă largă de subiecte, dintre care aproximativ 240 au supraviețuit. 150 de volume din aceste lucrări rămase, se concentrează pe filozofie, și 40 dintre ele se concentrează pe medicină. Cele mai faimoase lucrări ale sale sunt Cartea vindecării și Canonul medicinii.
Avicenna a scris cel puțin un tratat de alchimie, dar altele i-au fost atribuite în mod fals. Logica sa, Metafizica, Fizica și De Caelo sunt tratate care oferă o viziune sinoptică a doctrinei aristotelice, deși metafizica demonstrează o abatere semnificativă de la marca neoplatonismului cunoscută sub numele de aristotelianism în lumea lui Avicenna. Filozofii arabi au sugerat ideea că Avicenna a încercat să „re-aristotelianizeze” filosofia musulmană în întregime, spre deosebire de predecesorii săi, care au acceptat confuzia operelor platonice, aristotelice, neo și platonice medii transmise în lumea musulmană.
Logica și Metafizica au fost deseori retipărite, aceasta din urmă, de exemplu, la Veneția în 1493, 1495 și 1546. Unele dintre eseurile sale scurte de medicină, logică, etc, tind să ia o formă poetică (poemul despre logică a fost publicat de Schmoelders în 1836). Două tratate enciclopedice despre filozofie sunt adesea menționate: cel mai mare, Al-Shifa' (Sanatio), există aproape complet în manuscris în Biblioteca Bodleiană și în alte părți; o parte din ea, De Anima, a apărut la Pavia (1490) ca Liber Sextus Naturalium, iar o lungă relatare a filosofiei lui Avicenna, dată de Muhammad al-Shahrastani, pare a fi în principal o analiză și în multe locuri o reproducere a Al-Shifa'. O formă mai scurtă a operei este cunoscută sub numele de An-najat (Liberatio). Există, de asemenea, un حكمت مشرقيه ( hikmat-al-mashriqqiyya , în limba latină Philosophia Orientalis), menționat de Roger Bacon , dintre care o bună parte s-a pierdut în timp, și care, potrivit lui Averroes, avea un ton panteist.
Lucrările lui Avicenna includ și:
- Sirat  al-shaykh al-ra'is (Viața lui Avicenna), ed. și trans. NOI. Gohlman, Albany, NY: State University of  New York Press, 1974. (Singura ediție critică a autobiografiei lui  Avicenna, completată cu material dintr-o biografie a studentului său Abu 'Ubayd al-Juzjani. O traducere mai recentă a autobiografiei apare în D  Gutas, Avicenna and the Aristotelian Tradition: Introduction to     Reading Avicenna’s Philosophical Works , Leiden: Brill, 1988; a  doua ediție, 2014.)
- Al-isharat wa al-tanbihat ( Remarks   and Admonitions ), ed. S. Dunya, Cairo, 1960; părți traduse de SC Inati, Remarks and Admonitions, Part One: Logic, Toronto, Ont .: Pontifical Institute for Mediaeval Studies, 1984, și Ibn Sina and  Mysticism, Remarks and Admonitions: Part 4, London: Kegan Paul  International, 1996.
- Al-Qanun  fi'l-tibb (Canonul medicinei), ed. I.  a-Qashsh, Cairo, 1987. (Enciclopedia medicinei).  Manuscris tradus în  latină, Flores Avicenne, Michael de Capella, 1508, Text modern.  Ahmed Shawkat Al-Shatti, Jibran Jabbur.
- Risalah fi sirr al-qadar (Eseu despre secretul destinului ), trad. G. Hourani în Reason and Tradition in Islamic Ethics,     Cambridge: Cambridge University Press, 1985.
- Danishnama-i 'ala'i (Cartea cunoștințelor științifice), ed. și trans. P. Morewedge, Metafizica lui Avicenna, Londra: Routledge și Kegan Paul, 1973.
- Kitab  al-Shifa ' (Cartea vindecării), marea lucrarea a lui Avicenna despre filosofie. Probabil a început să compună al-Shifa în 1014 și a finalizat-o în 1020. Ediții critice ale textului arab au fost publicate în Cairo, 1952–83, inițial sub supravegherea lui I.     Madkour.
- Kitab al-Najat (Cartea mântuirii), trad. F.  Rahman, Avicenna's Psychology: An English Translation of Kitab al-Najat, Book II, Chapter VI with Historical-philosophical Notes and Textual Improvements on the Cairo Edition , Oxford: Oxford  University Press, 1952. (The psychology of al-Shifa ')

### Lucrări în limba persană
Cea mai importantă operă persană a lui Avicenna este Daneshnameh-ye 'Alai (دانشنامه علائی , „Cartea cunoașterii pentru [Prințul]” Ala ad-Daulah "). Avicenna a creat un nou vocabular științific care nu existase anterior în persană. Daneshnameh acoperă subiecte precum logica, metafizica, teoria muzicii și alte științe ale timpului său. A fost tradusă în engleză de Parwiz Morewedge în 1977.
Andar Danesh-e Rag (اندر دانش رگ, „Despre știința pulsului”) conține nouă capitole despre știința pulsului și este un sinopsis condensat.

Poezia persană a lui Avicenna apare în diverse manuscrise și în antologii ulterioare, cum ar fi Nozhat al-Majales.

## Avicenna în limba română
- Ibn Sīnā (Avicenna), Cartea definițiilor (ediție trilingvă: arabă, română, latină). Traducere din limba arabă, studiu și bibliografie de George Grigore. Note și comentarii de George Grigore, Alexander Baumgarten, Paula Tomi și Mădălina Pantea. Tabel cronologic de Gabriel Bițună. Transcriere critică a versiunii latine a tratatului și a comentariilor lui Andrea Alpago (1546) împreună cu traducerea comentariilor în limba română de Alexander Baumgarten. Iași: Editura Polirom, Biblioteca Medievală 2012
- Ibn Sina,„Hayy ibn Yaqzan”, traducere din arabă, prezentare și note de Grete Tartler,  în Grete Tartler, Înteleptul singuratic. (al-Farabi, Ibn Sina, Ibn Bagga, Ibn Tufayl), Humanitas 2006. ISBN (10)973-50-1425-4; ISBN (13) 978-973-50-1425-4

Reeditată în: Grete Tartler, „Ințelepciunea arabă, De la preislam la hispanorarabi”, ediția a III-a, București: Editura Polirom, 2014, p. 304–314
- Ibn Sina (Avicenna), „Epistola păsării”, prezentare, traducere din arabă și note de Grete Tartler, în România Literară nr. 35, 2012.[12]  Publicată în volum: în Grete Tartler, „Întelepciunea araba. De la preislam la hispano-arabi”, ediția a III-a, București: Editura Polirom, 2014, p. 292–295
- „Viața lui Ibn Sina (Avicenna)”, prezentare, traducere din arabă, note de Grete Tartler, în Viața Românească 7/8, 2012. [13]
- Ibn Sina, „Epistolă despre natura rugăciunii”, prezentare, traducere din arabă și note de Grete Tartler, în Viața Românească 3-4, 2013. [14]Publicată în volum: în Grete Tartler, „Întelepciunea araba. De la preislam la hispano-arabi”, ediția a III-a, București: Editura Polirom, 2014, p. 295–304
- Ibn Sina, din „Rezumat de interpretare a viselor” (tratat atribuit), prezentare, traducere din arabă și note de Grete Tartler, în  Grete Tartler, „Întelepciunea araba. De la preislam la hispano-arabi”, ediția a III-a, București: Editura Polirom, 2014, p. 242–258

## Recunoaștere pe plan mondial
În Iranul actual, Afganistan și Tadjikistan, Avicenna este considerat o icoană națională și este adesea considerat printre cele mai mari personalități ale lumii persane. Monumente ridicat în cinstea sa sunt de exemplu statuia din afara muzeului Bukhara, Mausoleul  și Muzeul dedicat lui Avicenna din Hamedan, construit în 1952. De asemenea, există centre academice care îi poartă numele, precum Universitatea Bu-Ali Sina  din Hamedan (Iran), Institutul de Cercetare în Biotehnologie Avicenna din Teheran (Iran), Universitatea de Medicină Ibn SINA din Dușanbe (Tajikistan), Academia de Medicina Medievală și Științe Ibn Sina din Aligarh, India, Școala Avicenna din Karachi și Avicenna Medical College din Lahore, Pakistan, Școala de medicină Ibn Sina din Balkh, din provincia sa natală, din Afganistan, Facultatea de Medicină Ibni Sina a Universității Ankara, Turcia, clădirea principală (clădirea Avicenna) a Universității de Tehnologie Sharif și Școala Integrată Ibn Sina din orașul Marawi (Filipine), toate numite în onoarea sa. Portretul său atârnă în Sala Facultății de Medicină Avicena din Universitatea din Paris. Un crater al lunii a fost de asemenea denumit după  Avicenna.
În 1980, Uniunea Sovietică, care administra pe atunci regiunea natală a lui Avicenna, Bukhara, a sărbătorit, o mie de ani de la  nașterea lui Avicenna, prin difuzarea diferitelor ștampile comemorative cu ilustrații artistice și prin ridicarea unui bust de Avicenna bazat pe cercetări antropologice ale cercetătorilor sovietici.  Aproape de locul de naștere din Qishlak Afshona, la aproximativ 25 km nord de Bukhara, un colegiu de pregătire pentru personalul medical a primit numele lui. [ anul necesar ] Pe teren se află un muzeu dedicat vieții, timpurilor și muncii sale.
Premiul Avicenna, înființat în 2003, se acordă o dată la doi ani de către UNESCO și presupune recompense individuale și de grup pentru realizări în domeniul eticii în știință. Scopul acordării premiului este de a promova reflecția etică asupra problemelor ridicate de progresele științifice și tehnologice și de a sensibiliza la nivel mondial percepția despre importanța eticii în știință.
Statuia lui Avicenna din Biroul Națiunilor Unite din Viena, ca parte a Pavilionului Savanților Persani, a fost donație din partea Iranului, realizată în anul 2009. Pavilionul este amplasat în centrul pieței memoriale a Centrului Internațional din Viena. „Pavilionul erudiților persani” de la Națiunile Unite din Viena, Austria, prezintă statuile a patru figuri iraniene proeminente. Evidențiind caracteristicile arhitecturale iraniene, pavilionul este împodobit cu forme de artă persană și include statuile renumiților oameni de știință iranieni Avicenna, Al-Biruni, Zakariya Razi (Rhazes) și Omar Khayyam.
Filmul sovietic 1982 Youth of Genius (în rusă: Юность гения, romanizat:  Yunost geniya ) de Elyor Ishmukhamedov relatează anii mai tineri ai lui Avicenna. Filmul este ambientat în Bukhara, la începutul mileniului I. 
În romanul istoric al lui Louis L'Amour din 1985 „The Walking Drum”, Kerbouchard studiază și discută despre Canonul medicinii al lui Avicenna .
În cartea sa The Physician (1988), Noah Gordon spune povestea unui tânăr ucenic medical englez care se deghizează în evreu pentru a călători din Anglia în Persia și a învăța de la Avicenna, marele maestru al timpului său. Romanul a fost adaptat într-un lungmetraj, The Physician, în 2013, în care Avicenna a fost interpretat de actorul Ben Kingsley.